# Tim Schenken
Timothy "Tim" Theodore Schenken (Sydney, Australija, 26. rujna 1943.) je bivši australski vozač automobilističkih utrka.